# Khối tâm hệ thiên thể
Khối tâm hệ thiên thể (từ tiếng Hy Lạp βαρύκεντρον) là khối tâm của hai hay nhiều thiên thể mà chúng quay xung quanh nhau, và đó là điểm mà các thiên thể này quanh xung quanh. Đây là một khái niệm quan trọng trong các lĩnh vực của thiên văn, vật lý thiên văn và những khoa học tương tự khác. Trong trọng trường đều, khối tâm của hệ thiên thể trùng với trọng tâm của nó.
Trong trường hợp mà một thiên thể là lớn và nặng hơn rất nhiều so với những thiên thể còn lại, khối tâm hệ thiên thể sẽ nằm bên trong thiên thể lớn đó. Thay vì xuất hiện như là quanh xung quanh điểm đó, nó sẽ đơn giản chỉ là "đung đưa" một cách không đáng kể. Đó là trường hợp của hệ bao gồm Mặt Trăng và Trái Đất, ở đây khối tâm hệ thiên thể của chúng nằm ở khoảng cách trung bình là 4.671 km tính từ tâm Trái Đất, tức là nhỏ hơn bán kính của Trái Đất (6.378 km). Khi hai thiên thể có khối lượng tương đương (hoặc ít nhất là tỷ số giữa các khối lượng là không quá lớn), thì khối tâm hệ thiên thể của chúng sẽ nằm ngoài cả hai thiên thể đó và cả hai sẽ quay trên quỹ đạo xung quanh điểm đó. Đây là trường hợp của Diêm Vương Tinh và Charon, Mộc Tinh và Mặt Trời cũng như nhiều tiểu hành tinh đôi và sao đôi.
Khoảng cách từ tâm của hai thiên thể hình cầu (cũng là khối tâm của thiên thể này) tới khối tâm hệ thiên thể có thể được tính như sau:
{\displaystyle r_{1}=r_{\rm {tot}}{m_{2} \over m_{1}+m_{2}}}
Trong đó:
r1; là khoảng cách từ thiên thể 1 tới khối tâm hệ thiên thể
rtot là khoảng cách giữa hai tâm của hai thiên thể
m1; và m2; là khối lượng của hai thiên thể.

## Minh họa
Các hình ảnh mang tính chất minh họa, không phải là giả lập của bất kỳ hệ thiên thể nào
|  |  |  |
|  |  |  |